# جیمز جانسون (بازیکن بسکتبال)
جیمز جانسون (انگلیسی: James Johnson، زاده ۲۰ فوریه ۱۹۸۷) بازیکن بسکتبال اهل ایالات متحده آمریکا است.
وی سابقه بازی در تیم‌هایی همچون شیکاگو بولز، تورنتو رپترز، ساکرامنتو کینگز، ممفیس گریزلیز و میامی هیت را در کارنامه دارد.